# Paul de Cazes
Pour les articles homonymes, voir Cazes.
 (avril 2019).
Si vous disposez d'ouvrages ou d'articles de référence ou si vous connaissez des sites web de qualité traitant du thème abordé ici, merci de compléter l'article en donnant les références utiles à sa vérifiabilité et en les liant à la section « Notes et références ».
Paul de Cazes (7 juin 1841 – 28 mai 1913) est un auteur canadien d’origine française. 

## Biographie
Fils d’un émigré qui s’était établi dans les Cantons de l’Est (Québec) en 1850, il fit ses études de droit et le pratiqua dans la région de St-Hyacinthe à partir de 1869. Il est l'auteur de Notes sur le Canada , qui expose l'histoire, les statistiques et l'économie politique du pays. Il voyait le Canada comme un "pays inévitablement destiné à jouer, un jour ou l'autre, un rôle important, sinon brillant, parmi les peuples du Nouveau-Monde. Entré au service de la fonction publique québécoise, il est nommé secrétaire au département de l’Instruction publique en 1885. À sa retraite, il retourna en France où il écrivit plusieurs essais sur la vie politique québécoise.